# Бившев Олександр Михайлович
Олександр Михайлович Бившев (рос. Александр Михайлович Бывшев; нар. 18 квітня 1972, смт. Кроми, Орловська область, Російська РФСР) — російський поет-дисидент. Виступає з жорсткою критикою агресивного курсу путінської Росії, переслідується російською владою. Автор трьох книг віршів.

## Життєпис
Олександр Бившев закінчив факультет іноземних мов Орловського державного педагогічного інституту. Працював сільським вчителем німецької мови до 16 серпня 2014 року. Після публікації у місцевій газеті вірша «Українським патріотам» його відсторонили від роботи, а колишні колеги та учні виступили проти нього в суді.

## Творчість
Друкується з 1991 року. Вірші публікувалися більш ніж в 500 газетах Росії, а також в інших країнах (Австралія, Австрія, Англія, Аргентина, Білорусь, Болгарія, Німеччина, Греція, Грузія, Ізраїль, Іран, Ірландія, Італія, Казахстан, Канада, Кіпр, Киргизстан, Литва, Молдова, Нідерланди, Румунія, США, Україна, Фінляндія, Франція, Чехія, Швейцарія, Естонія). Є автором трьох поетичних збірок: «З думою про Росію» (1998) «Сонячний зайчик» (2007), «Воєнні версти» (2013).
Деякі вірші були перекладені фінською, англійською, французькою, українською та грузинською мовами.
У своїх поезіях О. Бившев не відмовляється від використання нецензурної лексики.
| Украинские повстанцы | Украинские повстанцы |
| --- | -------------------- |
| Ох,не зря раскричались вороны! Знать,предчувствуют падаль они. Покидаем опять свои схроны. — Наступают горячие дни. Ждет нас скоро кровавая жатва. Будь что будет, и Бог нам судья! Свята наша единая клятва: Бить проклятых, себя не щадя. Мы — солдаты Степана Бандеры. Что фашисты нам, что москали… Ничего нет сильней нашей веры И любимей родимой земли. Мы идем на врагов, смерти в жерло. Пусть погибнем за рідну свою. Україна, вона ще не вмерла. I до зустрічі, друзі, в раю! |                      |
| 28 січня 2015 року |                      |

| Украинцам | Украинцам |
| --- | --------- |
| «Всё, мы порознь!» — вы правы, панове. Оборвалась последняя нить. — Между нами уже столько крови. Не заштопать, не соединить... Свист свинца и снарядов пулянье. - Мир славян разошёлся по швам. Быть московскою «сферой влиянья» Место «Рашкой» назначено вам. «Колорады» в фашистском угаре Глотку рвут: «Украине — хана!» Зря хоронят её эти твари. — Нет, жива. «Ще не вмерла вона». Вы «империи» впали в немилость, Что клялась в верной дружбе вчера. Вас согнуть у неё обломилось — Не склонили вы рабски чела. Страсть к свободе дана вам от Бога. Сердце вольностью бьётся в груди. Вам в Европу прямая дорога, С азиатчиной не по пути. |           |
| 31 січня 2015 року |           |

| На гибель Российской империи | На гибель Российской империи |
| --- | ---------------------------- |
| Твое призвание – война. Кровь для тебя – заместо хлеба. Россия, ты обречена. – Терпенье лопнуло у неба. Державы не было лютей. Плевала ты на жертвы эти… О, сколько винтиков-людей Тебе желало страшной смерти! На что надеешься ты, в бой Стремясь всю жизнь, скажи на милость? Подох орел двуглавый твой, Звезда бесславно закатилась. Ты слышишь звуки горних труб? Зови хоть черта на подмогу. Сгинь, Третий Рим! Считай, ты труп. Тебе конец, и слава Богу! |                              |
| 12 грудня 2016 року |                              |

| Русский фашизм страшнее немецкого | Русский фашизм страшнее немецкого |
| --- | --------------------------------- |
| Под пули подставляя лбы, С нацизмом бились наши деды… Теперь (ирония судьбы!) У нас есть Крым – свои Судеты. Взыграл имперский в людях дух. Свербит от дерзких планов анус. Уже не режут русским слух Слова «аннексия» и «аншлюс». В экстазе положили на Международное мы право. Плевать! Подумаешь: война! — Лишь больше б делалась Держава. Всех несогласных в лагеря Загнать! Век воли не видать им! Ведь Гитлер говорил не зря, Что всех опасней «нацпредатель». «Колонна пятая», страшись! Вождь и «нашисты» - это сила. Не победила Русь фашизм. — Она его …усыновила. |                                   |
| 22 квітня 2016 року |                                   |

| Российскому окупанту | Российскому окупанту |
| --- | -------------------- |
| Горько плачет «укропа» вдова. – Не вернётся Микола из плена. «Отпускник», слышишь эти слова «Чтоб твой род до седьмого колена!..»? Путь москальской державы кровав. Вот ещё одна страшная драма… Хлопчик тянет её за рукав: «Де наш тато, скажи мені, мамо?..» ...Превратили его в решето... Твоей роты веселые лица… Фото с трупом солдата АТО Ты на родине будешь гордиться. Вбил в себя ты: «Хохлов не жалей!» (Против них у тебя столько злобы). Ради новеньких пачек рублей «Ополченцем» не стать отчего бы?.. Ты с азартом опять рвешься в бой, На сиротские слезы не глядя. Пусть же вечно висит над тобой Матерей украинских проклятье! |                      |
| 4 січня 2017 року |                      |

## Громадянська позиція та переслідування
Виступає з жорсткою критикою агресивного курсу путінської Росії, за що зазнає переслідувань з боку влади Росії, яка відкрила проти нього кримінальну справу про екстремізм (стаття 282 КК РФ) за вірші на підтримку цілісності України: «Украинским патриотам» i «Украинские повстанцы».
З 16 серпня 2014 відсторонений від роботи шкільного вчителя німецької мови. Наприкінці вересня 2014 інтернет-портал gordonua.com опублікував вірш поета про агресію Росії проти України.
Росфінмоніторинг додав Бившева до «переліку терористів та екстремістів».
Влітку 2015 року Олександр Бившев, у двох окремих судових справах про вірші «Українським патріотам» та «Українські повстанці», був засуджений до 300 годин обов'язкових робіт, за статтею 282 Кримінального кодексу Росії — «розпалювання ненависті або ворожнечі» щодо групи осіб «росіяни».
Третя кримінальна справа проти Олександра Бившева була порушена 2017 року за екстремізму у вірші «На незалежність України», написаному навесні 2015 року. Олександр Бившев написав вірша «На незалежність України» як відповідь на однойменний українофобський твір російського поета Йосипа Бродського.
У лютому 2018 року щодо Бившева відкрили ще одну, четверту, справу за перешкоджання правосуддю і попередньому розслідуванню.

## Досягнення, нагороди
- Фіналіст конкурсу гумористичної поезії «Пішла писати губернія» (2006, «Літературна газета»),
- Переможець конкурсу віршів журналу «Ерфольг» (2010),
- Лауреат конкурсу ім. Н. А. Некрасова (2011),
- Фіналіст конкурсу політичної сатири «Політпііт» (2011, «Літературна газета»),
- Фіналіст творчого конкурсу журналу «Юність» (2011),
- Переможець конкурсу «Час Поетів» (2011, Липецьк),
- Лауреат всеросійського літературного фестивалю-конкурсу «Кришталевий Родник-2012» (3 місце),
- Лауреат Всеросійського поетичного конкурсу ім. Сергія Єсеніна (2012),
- Лауреат літературного конкурсу «Наша Велика Перемога!» (2012, Крим),
- Переможець поетичного конкурсу віршів для дітей (2012, «Одесская жизнь», Україна),
- Переможець міжнародного літературного конкурсу «Сторінки сімейної слави 2012» (диплом 2 ступеня).